# Durango (Rennteam)

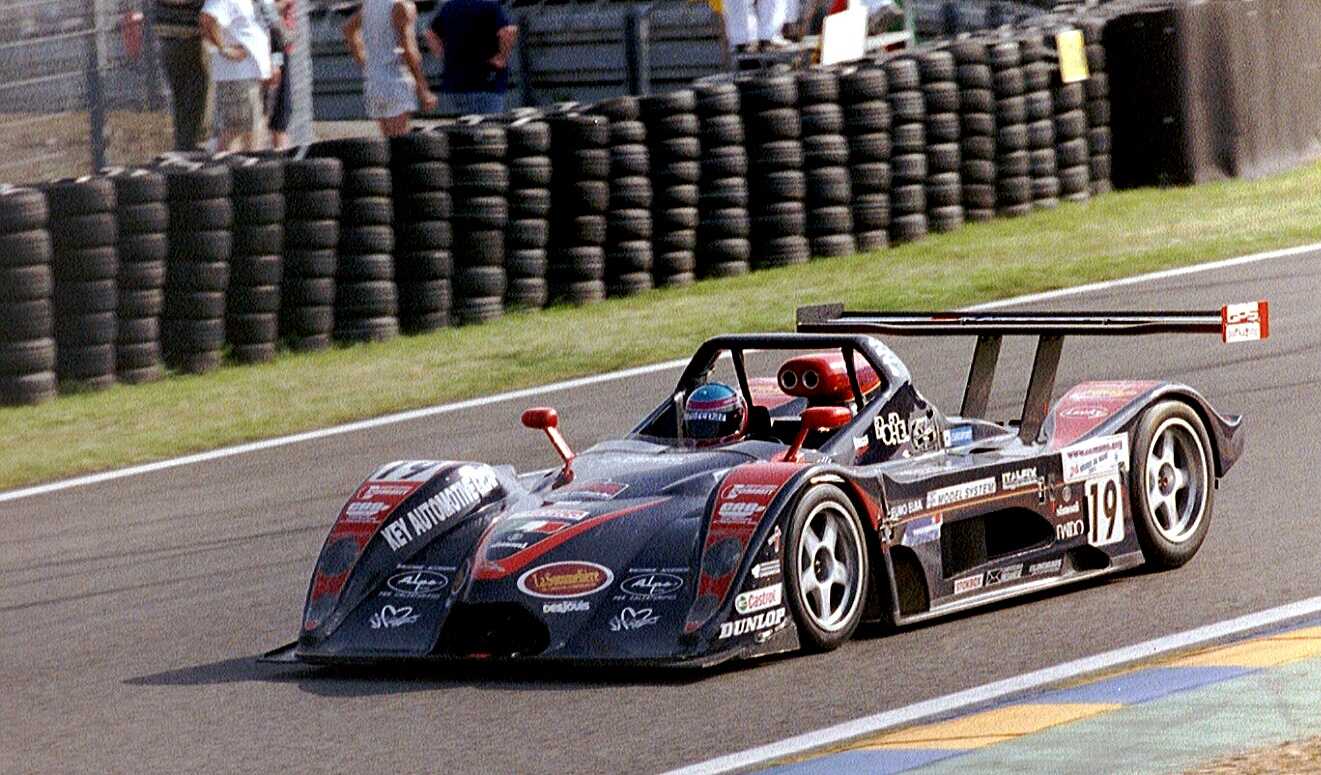
Der von Durango eingesetzte Durango LMP1 beim 24-Stunden-Rennen von Le Mans 2003

Durango ist ein italienisches Motorsport-Team, das in der GP2-Serie und der GP2-Asia-Serie, der Euroseries 3000, der italienischen GT-Serie und der zum Kartsport gehörenden Formel Azzura an den Start geht. Das Team wurde 1980 von Ivone Pinton und Enrico Magro gegründet und hat seinen Sitz in Mellaredo.
Seit seinem Bestehen ist das Team in einer ganzen Reihe von Rennserien angetreten. Von 1987 bis 1992 war Durango in der italienischen Formel 3 aktiv. 1991 ging das Team erstmals beim 24-Stunden-Rennen von Le Mans an den Start und fuhr außerdem in der internationalen Formel 3000 und der britischen Formel 2. Ab 1994 folgten Starts in der Renault Formel 2000 (bis 2006) und die Euroseries. 2003 war Durango ein zweites Mal beim 24-Stunden-Rennen von Le Mans dabei.

## GP2-Serie
2005 entschloss das Team sich zur Teilnahme an der neugebildeten Formel-1-Nachwuchsrennserie GP2 als Nachfolgeserie für die 2004 eingestellte Formel 3000, in der Durango bis zum Schluss ebenfalls vertreten war. Bereits in der Saison 2005 konnte gelang ein Sieg durch Clivio Piccione. Je ein weiterer Sieg wurde in der Saison 2007 durch Karun Chandhok und in der Saison 2008 durch Davide Valsecchi eingefahren. 
In der Saison 2008/2009 der GP2-Asia-Serie konnte Valsecchi bereits am ersten Rennwochenende in Shanghai einen weiteren Sieg für Durango verbuchen. Der zweite Wagen, in dessen Cockpit während der abgelaufenen Saison der GP2-Serie Alberto Valerio saß, wurde in der Asia-Serie von Carlos Iaconelli gesteuert. 
In der Formel GP2-Saison 2009 blieb Valsecchi für die ersten sechs Rennen des Jahres bei Durango, dann wurde er durch Stefano Coletti ersetzt; Durangos zweites Auto wurde 2009 durchgängig von Nelson Panciatici gefahren. Das beste Ergebnis des Jahres erreichte Valsecchi mit dem dritten Platz beim Hauptrennen in der Türkei. Coletti kam nur beim Hauptrennen in Belgien ins Ziel; zum Sprintrennen trat er nicht an. Zu den beiden letzten Rennen des Jahres in Italien und Portugal trat Durango aufgrund finanzieller Probleme nicht mehr an. Für das Auslassen dieser Läufe wurde gegen das Team eine Strafe in Höhe von 70.000 Euro festgesetzt. An der Saison 2010 nahm Durango nicht teil.

## Gescheiterter Aufstieg in die Formel 1
1996 veröffentlichte Durango Pläne für ein eigenes Formel-1-Auto, das 1997 in der Formel-1-Weltmeisterschaft eingesetzt werden sollte. Als Konstrukteur war Enrique Scalabroni vorgesehen, einer der Fahrer sollte Christian Pescatori werden. Motorenlieferant sollte Hart Racing Engines sein. Im Frühjahr 1996 entstanden lediglich Skizzen und grundlegende Planungen, eine Teilefertigung wurde nicht aufgenommen. Realisierung des Projekts scheiterte im Herbst 1996 an fehlender Finanzierung.
Durango bewarb sich im April 2010 neben Stefan Grand Prix und Epsilon Euskadi um den 13. Startplatz in der Formel-1-Saison 2011, der jedoch nach einer Entscheidung der FIA nicht vergeben wurde. Im Sommer 2010 war der ehemalige Formel-1-Weltmeister Jacques Villeneuve als Teilhaber Durangos im Gespräch. Das Projekt ließ sich allerdings nicht realisieren.